# Lupinus barkeri
Lupinus barkeri är en ärtväxtart som beskrevs av John Lindley. Lupinus barkeri ingår i släktet lupiner, och familjen ärtväxter. IUCN kategoriserar arten globalt som livskraftig. Inga underarter finns listade i Catalogue of Life.